# Даніо крапчастий
Даніо крапчастий (Danio nigrofasciatus) — вид прісноводних акваріумних риб родини данієвих. Батьківщиною цієї рибки є річки та чисті стоячи водойми північної М'янми.

## Опис
Тіло їх вузьке, завдовжки 4—5 см. На жовтувато-сріблястих боках проходить по кілька темно-синіх блискучих смуг. У даніо реріо смуги покривають усе тіло, хвостовий і анальний плавці. У крапчастого — черевце й анальний плавець укриті дрібними цяточками. Плавці прозорі, безколірні або жовтуваті.

Даніо — риби надзвичайно невибагливі й доступні для утримання початківцями. Найкраще вони почувають себе в яскраво освітленому видовженому акваріумі, де є вільне місце для плавання в середніх і верхніх шарах води. Маленьким даніо досить 10—15-літрового акваріума. Температура води повинна бути 22-26 °C, хоч риби витримують короткочасні перегрівання до 30 °С і переохолодження до 15-17 °C. Раз на тиждень 1/5 частину води заміняють свіжою. Густо заселений акваріум обладнують фільтром і розпилювачем повітря. Апетит риби мають відмінний, бо невпинно рухаються, їдять вони будь-який живий і рослинний корм. При повноцінному годуванні й добрих умовах життя риби виростають здоровими і стають статевозрілими в 8—10 місяців. Дрібні даніо стають статевозрілими раніше.

## Селекція
Вважалося, що від крапчастого даніо селективним шляхом було виведено леопардового, проте згодом було встановлено, що останній є спонтанною мутацією даніо-реріо, яка іноді зустрічається й у дикій природі.